# Peter Shirtliff
Peter Andrew Shirtliff (Hoyland, 25 maggio 1961) è un allenatore di calcio ed ex calciatore inglese, di ruolo difensore.

## Biografia
Suo fratello minore Paul è stato a sua volta un calciatore professionista.

## Caratteristiche tecniche
Era un difensore centrale.

## Carriera

### Giocatore
In carriera ha totalizzato complessivamente 288 presenze e 9 reti nella prima divisione inglese, la maggior parte delle quali con lo Sheffield Weds, club con il quale nella stagione 1992-1993 ha anche giocato una partita in Coppa UEFA e con cui ha vinto una Coppa di Lega nella stagione 1990-1991.

### Allenatore
Nella stagione 2005-2006 ha allenato il Mansfield Town, nella quarta divisione inglese; ha inoltre avuto un periodo come allenatore ad interim del Wolverhampton ed un periodo analogo al Bury, oltre a svariate esperienze come vice allenatore in club professionistici inglesi.

## Palmarès

### Giocatore

#### Competizioni nazionali
- Coppa di Lega inglese: 1

Sheffield Wednesday: 1990-1991